# Günter Neumann (Kunsthistoriker)
Günter Neumann (* 5. Juli 1912; † 23. Mai 1941 auf Kreta) war ein deutscher Kunsthistoriker.

## Leben
Günter Neumann studierte von 1931 bis 1937 an den Universitäten Berlin, München und Frankfurt am Main und promovierte 1937 bei Hans Jantzen an der Universität München mit einer Arbeit über die Entwürfe Balthasar Neumanns für die Abteikirche Neresheim. Anschließend wechselte er als Assistent an die TH Aachen.  
Ab Herbst 1938 war er Stipendiat der Bibliotheca Hertziana in Rom, wo er über das architektonische Werk Francesco Borrominis arbeitete (ungedrucktes Manuskript in der Bibliotheca Hertziana). 
Zu Beginn des Zweiten Weltkrieges wurde er zur Wehrmacht eingezogen und fiel im Mai 1941 auf Kreta.

## Werk
Günter Neumann war ein profunder Kenner der italienischen und deutschen Barockarchitektur. Seine Bedeutung liegt in der grundlegenden Darstellung der kunstgeschichtlichen Zusammenhänge zwischen den Gewölbearchitekturen Guarino Guarinis, Johann Lucas von Hildebrandts und Balthasar Neumanns, die er in der 1947 posthum veröffentlichten Arbeit über die Abteikirche in Neresheim zusammenfasste.

## Schriften
- Die Entwürfe Balthasar Neumanns für die Abteikirche Neresheim. (Diss.phil. Universität München, 1937), München-Pasing 1942 (ging als Teil II in die Gesamtarbeit über Neresheim (München-Pasing 1947) ein)
- Neresheim.(herausgegeben von Hans Jantzen). München-Pasing 1947
- Die Gestaltung der Zentralbauten J. Michael Fischers und deren Verhältnis zu Italien. (unvollendeter Aufsatz für die geplante Festschrift  Hans Jantzen 1941), in: Münchner Jahrbuch der bildende Kunst, Dritte Folge, Bd. II, 1951, S. 238–244 (Volltext: http://www.digizeitschriften.de/dms/img/?PPN=PPN523132190_1951_2&DMDID=DMDLOG_0017)

| Personendaten    | Personendaten             |
| ---------------- | ------------------------- |
| NAME             | Neumann, Günter           |
| KURZBESCHREIBUNG | deutscher Kunsthistoriker |
| GEBURTSDATUM     | 5. Juli 1912              |
| STERBEDATUM      | 23. Mai 1941              |
| STERBEORT        | auf Kreta                 |